# Mont Putuo
Le mont Putuo (chinois simplifié : 普陀山 ; pinyin : pǔtúoshān), ou Putuo Shan, est l'une des quatre montagnes sacrées bouddhiques de Chine. Il est situé sur l'île de Putuo, au sud-est de Shanghai, dans la province du Zhejiang. Le mont est le centre chinois du culte du bodhisattva Avalokiteśvara (Guanyin). Il doit son nom au mont Potala (en mandarin 普陀 pǔtúo), mont mythique qui serait la résidence d'Avalokiteśvara.

## Parc national du mont Putuo
Le parc paysager du mont Putuo (普陀山风景名胜区) a été proclamé parc national le 8 novembre 1982.